# 鳌拜
鳌拜（穆麟德轉寫：Oboi；1610年—1669年），瓜尔佳氏，满洲镶黄旗人，清朝初期輔政大臣、軍事家、三代元勋，是康熙帝早年輔政的權臣。雖然军功显赫，心懷忠義，但因功高蓋主且桀驁不馴，屢次得罪康熙帝和諸位大臣，而被康熙帝等人設局捉拿，並指控其操握权柄、结党营私，把其收押大牢，後因康熙帝念其功勞而免除死罪，改為囚禁，不久死去。

## 生平
鳌拜的伯父费英东早年追随努尔哈赤起兵，是清朝的元勳之一，二哥卓布泰是清初军功卓著的战将。鳌拜本人亦随皇太極征讨各地，战功赫赫，不但是一员骁勇战将，而且也是皇太极的心腹。
崇德二年（1637），清军进攻牵制辽东的明军重要基地皮岛（今朝鲜椵岛），鳌拜第一个登岛。皮岛被攻克后，鳌拜以首功晋為三等男爵，赐巴图鲁勇号。
順治元年（1644年）清军入关，鳌拜率军攻闖王、定北京，征湖广，驰骋疆场，冲锋陷阵，为清王朝征服中原立下汗马功劳。1646年鳌拜出征四川张献忠大西军，在南充大破大西军军营，斩张献忠于阵，因此以首功被顺治帝超升为二等公，授议政大臣、领侍卫内大臣（皇帝禁卫军司令），自此，鳌拜参议清廷大政。
順治十八年（1661年）顺治帝駕崩，玄烨（康熙，即清聖祖）八岁即位，顺治帝遗诏，由索尼、遏必隆、苏克沙哈、鳌拜四大臣辅政。当时鳌拜在四辅政大臣中地位最低，但因索尼年老多病，遏必隆生性庸懦，苏克沙哈因曾是摄政王多爾袞旧属，为其它辅政大臣所恶，因此鳌拜才得以擅权。
鳌拜结党营私，日益骄横，竟发展到不顾康熙的意旨，先后杀死戶部尚書蘇納海、直隸總督朱昌祚、巡撫王登聯等政敌，甚至還用诬陷並賜死了同為辅政大臣的蘇克沙哈，引起朝野惊恐。康熙震怒，设计擒拿鰲拜，假意與一群小內監在宮內練習「布庫」（即摔跤，满族的一種角力遊戲），鳌拜以为康熙做的事是小孩子的游戏，不以为意。康熙並聯絡了兵部尚書王弘祚、兵部左侍郎署武英殿事黃錫袞，要他們在朝廷捉拿鳌拜時，控制京師的部隊，避免鳌拜一黨作亂。
康熙八年（1669年）五月，鳌拜入宮時，據說康熙帝讓鳌拜到南書房談話，內侍請鰲拜坐在椅子上（但椅腳已被動過手腳），而另一位內侍在其後扶著椅子。康熙命內侍賜茶（其實茶碗用熱水煮過），鰲拜接茶，茶碗燙手，砰然墜地。鰲拜低頭時，扶椅子的內侍乘勢一推，鰲拜跌倒。於是康熙大罵曰：“鰲拜！大不敬！”。立刻命這群專門「布庫」的小內監出來，撲向跌倒的鳌拜，將之拿下。康親王傑書等宣布鳌拜三十条罪状，廷议当斩。康熙念鳌拜历事三朝，效力有年，不忍加诛，仅命革职，籍没拘禁，其党羽或死或革，其孙女婿敬谨亲王兰布降为镇国公。在鳌拜死於禁所後，其子納穆福後獲釋。

## 身後
康熙五十二年（1713年）康熙帝因為鰲拜的功績，將他平反，追贈一等男。雍正帝復賜一等公，世襲罔替，赐號超武。乾隆四十五年（1780年），乾隆帝宣谕群臣，追復鳌拜功罪，命停袭公爵，仍袭一等男；并命当时为鳌拜诬害诸臣有褫夺世职者，各旗察奏，录其子孙。

## 世系
- 苏完部酋长索尔果
  - 长子阿都巴颜
  - 次子一等信勇公费英东
    - 七子一等雄勇公图赖
    - 十子查喀尼

  - 三子琥尔哈齐巴颜
  - 四子音达户齐墨尔根
  - 五子吴尔汉
  - 六子巴本
  - 七子朗格
  - 八子雅尔巴
  - 十子安盖费扬古
  - 九子卫齐
    - 次子卓布泰
    - 三子一等超武公鳌拜
      - 獨子納穆福
        - 長子双福
        - 次子达理善
          - 獨子岱敏
            - 獨子德清

        - 三子一等男达福
          - 獨子岱屯
            - 長子德成
            - 次子德胜
            - 三子德明
            - 四子德兴

    - 四子巴哈
      - 蘇勒達
        - 一等男苏赫

    - 五子上驷院大臣萨哈
    - 六子穆里玛
    - 七子三等侍卫索山

## 影视形象
因其武勇形象，鳌拜常在小说和影视作品中被演绎为“满洲第一勇士”。
| 演員   | 作品           | 年份 | 类型   |
| 龍天翔 | 鹿鼎記         | 1983 | 電影   |
| 關海山 | 鹿鼎記         | 1984 | 電視劇 |
| 林照雄 | 鹿鼎記         | 1984 | 電視劇 |
| 陳亮   | 滿清十三皇朝   | 1987 | 電視劇 |
| 楊澤霖 | 鄭成功         | 1987 | 電視劇 |
| 徐錦江 | 鹿鼎記         | 1992 | 電影   |
| 徐錦江 | 小寶與康熙     | 2000 | 電視劇 |
| 徐錦江 | 鹿鼎記         | 2008 | 電視劇 |
| 李一夫 | 一代皇后大玉兒 | 1992 | 電視劇 |
| 林嘉華 | 天子屠龍       | 1994 | 電視劇 |
| 王俊棠 | 鹿鼎記         | 1998 | 電視劇 |
| 姚長安 | 康熙王朝       | 2001 | 電視劇 |
| 王辉   | 少年康熙       | 2003 | 電視劇 |
| 杜雨露 | 康熙秘史       | 2006 | 電視劇 |
| 林更新 | 夢回鹿鼎記     | 2011 | 微電影 |
| 賴水清 | 鹿鼎記         | 2014 | 電視劇 |
| 盧勇   | 多情江山       | 2015 | 電視劇 |
| 徐少強 | 寂寞空庭春欲晚 | 2016 | 電視劇 |
| 臧金生 | 于成龍         | 2017 | 電視劇 |
| 劉天佐 | 鹿鼎記         | 2020 | 電視劇 |
| 郑平君 | 怪侠欧阳德     | 2001 | 電視劇 |

## 文獻
- 《清史稿》列传三十六（卷249）
- 《康熙朝實錄》
- (清)鳌拜 （页面存档备份，存于） - 中央研究院 - 歷史語言研究所 - 明清檔案工作室

民間 - 维基文库
- 竹葉亭雜記/卷一
- 嘯亭雜錄/卷一